# Mikhaël Hers
Mikhaël Hers (pron. AFI: [mikaɛl ɛʁs]; Parigi, 6 febbraio 1975) è un regista e sceneggiatore francese.

## Biografia
Laureatosi alla scuola di cinema La Fémis nel 2004, ha esordito col mediometraggio Charell, adattamento cinematografico del romanzo De si braves garçons di Patrick Modiano, presentato alla Settimana internazionale della critica del Festival di Cannes 2006, così come il seguente Primrose Hill (2007). Col suo terzo e ultimo mediometraggio, Montparnasse, vince il Premio Jean Vigo. Viene quindi definito dal regista e critico Luc Moullet «il più grande cineasta francese di domani».
Firma il suo primo lungometraggio nel 2010 con Memory Lane, nuovamente tratto da Modiano, a cui fa seguire due soggetti originali, Questo sentimento estivo (2015) e Quel giorno d'estate (2018), quest'ultimo presentato nella sezione Orizzonti della 75ª Mostra internazionale d'arte cinematografica di Venezia e vincitore di vari premi a diversi festival internazionali. Dirige poi Charlotte Gainsbourg in Passeggeri della notte, in concorso al Festival di Berlino 2022.

## Filmografia

### Regista e sceneggiatore
- Charell – mediometraggio (2006)
- Primrose Hill – mediometraggio (2007)
- Montparnasse – mediometraggio (2009)
- Memory Lane (2010)
- Questo sentimento estivo (Ce sentiment de l'été) (2015)
- Quel giorno d'estate (Amanda) (2018)
- Passeggeri della notte (Les Passagers de la nuit) (2022)

### Solo sceneggiatore
- Une étreinte, regia di Eskil Vogt – cortometraggio (2003)

## Riconoscimenti
- Festival di Berlino
  - 2022 – In concorso per l'Orso d'oro con Passeggeri della notte
- Festival di Locarno
  - 2010 – In concorso per il Pardo d'oro sezione "cineasti del presente" per Memory Lane
- Mostra internazionale d'arte cinematografica di Venezia
  - 2018 – Premio Lanterna Magica per Quel giorno d'estate
  - 2018 – In concorso (Orizzonti) con Quel giorno d'estate
- Semana Internacional de Cine de Valladolid
  - 2022 – Premio "Miguel Delibes" per la migliore sceneggiatura per Passeggeri della notte
  - 2022 – In concorso per la Espiga de oro con Passeggeri della notte
- Tokyo International Film Festival
  - 2018 – Grand Prix per Quel giorno d'estate
  - 2018 – Miglior sceneggiatura per Quel giorno d'estate